# Bahnhof Anderson Regional Transportation Center

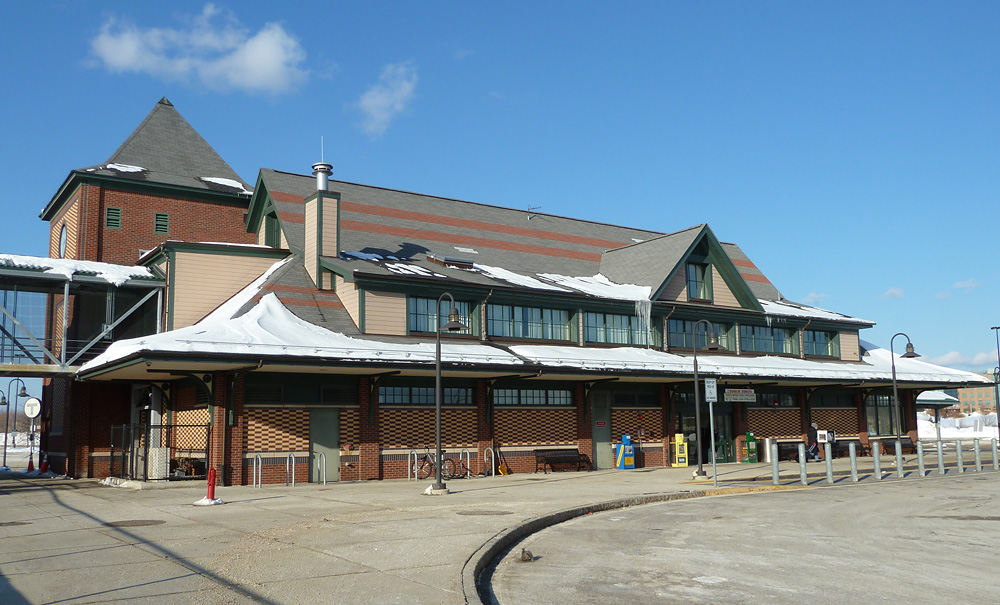
Empfangsgebäude des Bahnhofs

Das Anderson Regional Transportation Center ist ein Bahnhof des Vorort- und Fernverkehrs in Woburn in Massachusetts (Vereinigte Staaten). Er liegt am Westende der Atlantic Avenue im Nordosten der Stadt. Von hier verkehren Vorortzüge der Massachusetts Bay Transportation Authority nach Boston, Lowell und Haverhill, sowie Downeaster-Züge der Amtrak nach Boston und Portland (Maine).

## Geschichte
Im Zuge der Wiederaufnahme des Expresszugverkehrs von Boston nach Portland durch die Amtrak wurde der Bahnhof zwischen den Städten Wilmington und Woburn geplant, um beide Städte mit einem Bahnhof anbinden zu können. Er wurde am 28. April 2001 eröffnet, ein Dreivierteljahr vor der Aufnahme des Amtrak-Betriebs. Bei der MBTA ersetzte er den Haltepunkt Mishawum, der sich nur wenige hundert Meter südlich befindet und seitdem nur noch von einzelnen Zügen im Berufsverkehr bedient wird.

## Anlagen
Die Gleisfläche ist ebenerdig. Der Bahnhof verfügt über einen Mittelbahnsteig, der zwischen den Streckengleisen der zweigleisigen Bahnstrecke Boston–Lowell liegt. Westlich der beiden Bahnsteiggleise liegt außerdem ein Durchgangsgleis für Güterzüge, das in beide Richtungen befahren wird. Das Empfangsgebäude mit der Anschrift 100 Atlantic Avenue befindet sich östlich der Gleisanlagen und ist mit dem Bahnsteig durch eine Überführung verbunden. Es verfügt über einen Fahrkartenschalter, Toiletten und einige kleine Geschäfte. Einen Durchgang zur westlichen Seite des Bahnhofs gibt es nicht.
Südlich des Bahnhofs wurde ein Doppelgleiswechsel eingebaut, nördlich ein einfacher Gleiswechsel in Fahrtrichtung Lowell.

## Zugverbindungen
| Linie          | Betreiber | Fahrtroute | Züge Montag- Freitag             | Züge Samstag/ Sonntag         |
| -------------- | --------- | --- | -------------------------------- | ----------------------------- |
| Lowell Line    | MBTA      | Boston North Station – West Medford – Wedgemere – Winchester Center – Mishawum – Anderson RTC – Wilmington – North Billerica – Lowell                                            | 27 (Ri. Boston) 23 (Ri. Lowell)  | 8 (Ri. Boston) 8 (Ri. Lowell) |
| Haverhill Line | MBTA      | Boston North Station – West Medford – Wedgemere – Winchester Center – Anderson RTC – Wilmington – Ballardvale – Andover – Lawrence – Bradford – Haverhill (nur im Berufsverkehr) | 4 (Ri. Boston) 1 (Ri. Haverhill) | –                             |
| Downeaster     | Amtrak    | Boston North Station – Woburn/Anderson RTC – Haverhill – Exeter – Durham-UNH – Dover – Wells – Saco – Old Orchard Beach – Portland                                               | 5                                | 5                             |

## Sonstige Anbindung
Neben den Zügen verkehrt vom Bahnhof ein Expressbus der Massport zum Logan International Airport (Logan Express) sowie ein Expressbus zum Manchester-Boston Regional Airport (Manchester Express). Linienbusse in die umliegenden Orte gibt es nicht mehr, nachdem 2006 der Betreiber 128 Business Council die MetroNorth Shuttles nach Woburn, Lexington und Burlington eingestellt hat. Es steht ein Park+Ride-Parkplatz der MBTA mit 1541 Plätzen sowie ein Parkplatz der Massport mit 875 Plätzen zur Verfügung.